# Cnaeus Servilius Geminus
Cnaeus Servilius Geminus était un homme politique de la République romaine. Il est le fils de Publius Servilius Geminus.

## Biographie
En 217 av. J.-C., il est consul, avec pour collègue Caius Flaminius Nepos. Il arrive en Corse avec 120 navires, et fortifie les côtes. Il prend des otages et menace Aléria. En mars il démarre les opérations militaires contre le général carthaginois Hannibal Barca autour d'Ariminum (Rimini).
Après la mort du consul Caius Flaminius Nepos à la bataille du lac Trasimène en avril (Fabius Maximus devenant le mois suivant dictateur), il assume le commandement de la flotte romaine surveillant la Sardaigne, la Corse et la côte d'Afrique du nord.
En 216 av. J.-C., il est préfet et commande les forces terrestres romaines. Il est impliqué dans des escarmouches avec les forces carthaginoises d'Hannibal de mars jusqu'à mai, il meurt aux commandes du centre de la ligne romaine pendant la bataille de Cannes le 2 août 216 av. J.-C.